# Brigitte Herlin
Brigitte Herlin – francuska zapaśniczka walcząca w stylu wolnym. Złota medalistka mistrzostw świata w 1987. Pierwsza na mistrzostwach Francji w 1987 i trzecia w 1990 i 1991 roku.